# Fukushima 50 (映画)
『Fukushima 50』（フクシマ フィフティ）は、2020年3月6日に公開された日本映画。
門田隆将著の書籍『死の淵を見た男 吉田昌郎と福島第一原発』を原作に、東北地方太平洋沖地震に伴う福島第一原子力発電所事故発生時に発電所に留まって対応業務に従事した約50名の作業員たち・通称「フクシマ50」の闘いを描く物語。
監督は若松節朗、主演は佐藤浩市と渡辺謙。新作の日本映画の中では初めてドルビービジョン、ドルビーアトモスを用いた制作作業を日本国内で完結した。ドルビーシネマでも上映された。
公開は新型コロナウイルスのパンデミック開始時にあたり、興行に影響を受けることになった。
劇中に登場する政治家や関係者は役職名として登場するだけで、吉田昌郎以外、モデルとなっている人物の実名では登場しない。また電力会社の名前も「東都電力」に変えられている。

## あらすじ
2011年3月11日午後2時46分、マグニチュード9.0、最大震度7という日本の観測史上最大となる地震が発生し、巨大津波が福島第一原子力発電所を襲った。津波による浸水で全電源を喪失してステーション・ブラック・アウト（SBO）となり、冷却不能の状況に陥った原子炉は、このままではメルトダウン （炉心溶融）により想像を絶する被害がもたらされることは明らかだった。
1・2号機当直長伊崎ら現場作業員は、原発内に残り原子炉制御に奔走する。全体指揮を統括する吉田所長は部下たちを鼓舞する一方、状況を把握しきれていない本店や首相官邸に対し怒りをあらわにする。しかし、現場の努力もむなしく事態は悪化の一途をたどり、近隣の人々は避難を余儀なくされる。
首相官邸が試算したこの事故による最悪のシナリオでは被害範囲は半径250km、避難対象人口は約5000万人にも及び、それは「東日本の壊滅」を意味する。現場に残された唯一の手段は「ベント」（手動による圧抜き）で、未だかつて世界で実施されたことのないこの手段は作業員が体ひとつで原子炉内に突入して行う手作業が要求される。外部と遮断され何の情報も入らない中、ついに作戦は始まる。

## 登場人物

### 主要人物
伊崎利夫
演 - 佐藤浩市
福島第一原発 1・2号機当直長。モデルは実際に当直長だった伊沢郁夫と曳田史郎の2人。
吉田昌郎
演 - 渡辺謙
福島第一原発 所長。
前田拓実
演 - 吉岡秀隆
福島第一原発 5・6号機当直長。
野尻庄一
演 - 緒形直人
福島第一原発 発電班長。
大森久夫
演 - 火野正平
福島第一原発 管理グループ当直長。
平山茂
演 - 平田満
福島第一原発 第2班当直長。モデルは実際の当直長だった平野勝昭。
井川和夫
演 - 萩原聖人
福島第一原発 第2班当直副長。
伊崎遥香
演 - 吉岡里帆
伊崎利夫の一人娘。避難先の富岡町の避難所にて音信不通となった父の身を案じる。
伊崎智子
演 - 富田靖子
伊崎利夫の妻。遥香とともに避難所に避難し、伊崎を案じる。
滝沢大
演 - 斎藤工
遥香の恋人。会津若松にて遥香の無事を願う。
内閣総理大臣
演 - 佐野史郎
首相官邸内の危機管理センターにて陣頭指揮を執り、突如自ら福島第一原発へ向かう。モデルは菅直人。
浅野真理
演 - 安田成美
福島第一原発 緊急対策室総務班職員。モデルは佐藤眞理。

### その他
加納勝次
演 - 堀部圭亮
福島第一原発 第1班当直副長。
矢野浩太
演 - 小倉久寛
福島第一原発 第3班当直長。
本田彬
演 - 和田正人
福島第一原発 第1班当直主任。
工藤康明
演 - 石井正則
福島第一原発 管理部当直長。
内藤慎二
演 - 三浦誠己
福島第一原発 5・6号機当直副長。
西川正輝
演 - 堀井新太
福島第一原発 第1班補機操作員。
宮本浩二
演 - 金井勇太
福島第一原発 第1班補機操作員。
小宮弘之
演 - 増田修一朗
福島第一原発 第1班補機操作員。
山岸純
演 - 須田邦裕
福島第一原発 第1班当直主任。
小川昌弘
演 - 邱太郎
福島第一原発 第1班主機操作員。
松田宗介
演 - 池田努
福島第一原発 第1班主機操作員。
樋口伸行
演 - 皆川猿時
福島第一原発 保全部部長（復旧班長）。
辺見秀雄
演 - 前川泰之
陸上自衛隊 陸曹長。
ジョニー
演 - ダニエル・カール
在日米軍 将校。
佐々木明
演 - 小野了
福島第一原発 防災安全部部長。
五十嵐則一
演 - 金山一彦
福島第一原発 復旧班電源チーム。
望月学
演 - 天野義久
福島第一原発 復旧班注水チーム。
内閣官房長官
演 - 金田明夫
モデルは枝野幸男。
原子力安全委員会委員長
演 - 小市慢太郎
モデルは班目春樹。
首相補佐官
演 - 伊藤正之
経済産業大臣
演 - 阿南健治
モデルは海江田万里。
原子力安全・保安院 院長
演 - 矢島健一
前田かな
演 - 中村ゆり
前田拓実の妻。
福原和彦
演 - 田口トモロヲ
福島第一原発 ユニット所長（副本部長）。
小野寺秀樹
演 - 篠井英介
東都電力 常務。
福島民友新聞記者
演 - ダンカン
松永
演 - 泉谷しげる
避難住民。
伊崎敬造
演 - 津嘉山正種
伊崎利夫の父。
竹丸吾郎
演 - 段田安則
東都電力 フェロー。モデルは武黒一郎。

## スタッフ
- 製作代表：角川歴彦
- エグゼクティブプロデューサー：井上伸一郎
- 製作：堀内大示、大角正、布施信夫、井戸義郎、丸山伸一、安部順一、五阿弥宏安、飯塚浩彦、柴田建哉、岡畠鉄也、五十嵐淳之
- 原作：門田隆将『死の淵を見た男 吉田昌郎と福島第一原発』（角川文庫刊）
- 脚本：前川洋一
- 音楽：岩代太郎
- 企画：水上繁雄
- 企画プロデュース：椿宜和
- プロデューサー：二宮直彦
- プロダクション統括：千綿英久
- ラインプロデューサー：梶川信幸
- 撮影：江原祥二（J.S.C.）
- 照明：杉本崇
- 美術：瀬下幸治
- サウンドデザイナー：柴崎憲治
- 録音：鶴巻仁
- 編集：鄺志良（中国語版）
- 特撮・VFX監督：三池敏夫
- 装飾：秋田谷宣博
- セットデザイン：小林久之
- スクリプター：幸縁栄子
- 操演：関山和昭
- Bカメラ撮影：橋本桂二
- 衣裳：加藤哲也
- ヘアメイク：齋藤恵理子
- キャスティング：椛澤節子
- 助監督：村谷嘉則
- 制作担当：竹岡実
- 監督助手：五島陵、河野桜子、細川雄哉、前田宇海
- 撮影助手：藤本秀雄、岡村慶彦、尾上武、飯塚亜倫
- 照明助手：佐藤俊介、山下昌也、奥田祥平、山田貴也、長谷川明日香
- 録音助手：三木雄次郎、田辺正晴、下田諒太郎、渡辺直人
- 美術助手：高山雅子、田中涼
- 装飾助手：石田満美、北村陽一、高木理己、近藤新太郎
- 小道具：福田弥生、渡辺麗子
- 美術進行：志村大作
- 組付大道具：木村浩之
- 特機：渡会誠司、鈴木裕之
- 衣装助手：及川将司、池ノ上奈々
- ヘアメイク助手：蜂須賀佳代
- エキストラ担当：久保田崇文
- DIT：渡辺卓人
- ドローン撮影：松島考助
- モニター画面：上田倫人
- 画コンテ：奥山潔
- 演技事務：河瀬知
- 制作主任：寺田淳
- 制作進行：武中唯、野口倹太
- 技術指導：平野勝昭
- アソシエイトプロデューサー：浅野博貴
- 画コンテ・イメージボード：奥山潔
- スタントコーディネーター：吉田浩之
- 特撮
  - 撮影：高橋義仁
  - 照明：田村文彦
  - 美術：稲付正人
  - 助監督：石井良和
  - 撮影助手：鶴崎直樹、原伸也、岡村浩代
  - 照明助手：二枝史子、原田大士、大嶋龍輔
  - 美術助手：植原月美
  - 操演助手：巻木良孝、河野拓満
- 音楽プロデューサー：小野寺重之
- ヴァイオリン独奏：五嶋龍
- チェロ独奏：長谷川陽子
- 演奏：東京フィルハーモニー交響楽団
- 宣伝プロデューサー：北原夏樹
- 協贊：東日本映画
- 特別協力：保険クリニック、アメリカ合衆国国防総省、アメリカ合衆国空軍省他
- 企画協力：門田隆将事務所
- 制作協力：復興庁
- 助成：文化庁文化芸術振興費補助金（映画創造活動支援事業）独立行政法人日本芸術文化振興会
- 「Fukushima 50」製作委員会：KADOKAWA、松竹、IMAGICA GROUP、中日新聞社、報知新聞社、読売新聞グループ本社、福島民友、産業経済新聞社、西日本新聞社、中国新聞社、ムービーウォーカー
- 制作プロダクション：角川大映スタジオ
- 配給：松竹、KADOKAWA
- 監督：若松節朗

## 製作
「復興五輪」と銘打たれた「2020年東京オリンピック・パラリンピック」の開催を控え、「今一度、震災の記憶と向き合い、復興への思いを新たにする作品を世に問う、それこそが映画人の使命である」として、東日本大震災における福島第一原発事故を描いた本作品が製作された。撮影は長野県諏訪市の工場跡地(旧東洋バルヴ跡地)に実際の現場を再現した巨大セットを用いて、2018年11月から2019年4月にかけて行われた。
原子力発電所以外の描写についてもリアリティを追求し、「トモダチ作戦（Operation Tomodachi）」を再現したシーンでは在日米軍横田基地にて撮影が行われた。米国大使館関係者の協力を得て前例のないアメリカ国防総省への撮影申請を行い、粘り強い交渉を経て撮影が実現。作戦会議の場面では施設内の作戦会議室を用いて、東北支援へ発進する場面では米軍のヘリコプターUH-1を実際に飛行させて撮影が行われ、また基地内で募集した本物の米兵が多数エキストラとして出演している。
本作品には在日米軍が撮影に協力しているが、これは日本の映画史上初の試みである。
さらに陸上自衛隊の協力の下、総理大臣が福島第一原発を緊急訪問した場面では要人移動用の輸送ヘリコプターES-225LP「スーパーピューマ」を用いて、空から原子炉建屋へ放水を行った場面では大型輸送用ヘリコプターCH-47を用いて撮影が行われ、放水シーンでは実際に作戦に従事した隊員らの協力により被曝を防ぐためのアクリル板や装備などが機体内部に忠実に再現されている。
井上伸一郎によると、テロップが多い本作の作風は、三池敏夫なども参加した平成ガメラ三部作へのオマージュであるとされる。

## 評価
キネマ旬報社が運営するKINENOTEの「キネ旬Review」では、3人のレビュアーが全員星5つ中1つの最低評価としている。レビュアーのうち、映画評論家の川口敦子は「戦後日本への道をなぞり、迷いなく美化するような展開に呆然とした」、佐野亨は「この作品は検証や哀悼や連帯ではなく、動揺や怒りや対立を呼びおこす」、福間健二は「自然を甘く見ていたというだけの結論。何を隠蔽したいのか。若松監督、承知の上の職人仕事か」と、揃って厳しいコメントをつけた。
評論家・編集者の中川右介は、事故の事象は「事実」に即しているが、「総理大臣」の描き方は意図的に「事実」を歪曲、あるいは無視しており、なぜ吉田所長と同程度に描かなかったのかと疑問を呈している。作中では「総理が現地へ行くことになったのでベントが遅れ、被害が拡大した」というストーリーに仕立てているが、何種類も出た事故調査委員会の報告書で否定されており、東電側に不備があった事実が抜け落ちている。どんな事故だったのかを知るために多くの人に見てもらいたいとも思うだけに、政治的な「事実の加工」が残念でならないと批判している。
当時の首相だった菅直人自身は、本作品に関して「周囲の人は、描き方が戯画的だとか色々言ってくれるんですが、そんなに、ひどいとは感じていません。劇映画ですしね」と語り、事実と微妙に違う点はいくつかあるが非常に事故のリアリティがよく出ている映画だと好意的に評価している。
科学ジャーナリストの添田孝史は、東電本店の技術者たちは2008年に福島第一でも津波対策は不可避と結論づけていたにもかかわらず、幹部は対策を2016年まで先送りすると決めたが、その意思決定の中心にいたのは当時東電本店の原子力設備管理部長を務めていた吉田所長だった。各種報告書でも推察できるように実際は「想定外の大津波」ではなく、日本原電や東北電力と同じ程度に津波対応を進めていれば避けられた事故だったにもかかわらず、作中ではまるで人間の想定を超えた事態だったと描かれており、東電の責任から目を背け、事故の本当の姿を現場の美談で隠してしまったと批判している。
映画文筆家の増當竜也は、長所も短所もある映画で全面的な肯定も否定もしたくないが、その描出の長短を冷静に見極めた上で福島原発事故という未曽有の大事件に目を向ければ、この映画の存在価値も見出せるのではないか。パニック映画として見るとスリリングな展開で、オールスター・キャストで華やかに映画映えしている。だが作業員らの決死の行動がまるで戦時中の特攻隊を彷彿させることは疑問だし、事故の原因に“大自然の猛威”以上の重大要素があるのでは？という問いにも答えていない。見る側の意識を啓蒙させてくれる真のエンタテインメントに成り得る資格を持ちながら放棄してしまっているのが残念だと評価している。

## 受賞
- 第44回日本アカデミー賞[22]
  - 最優秀監督賞（若松節朗）
  - 最優秀助演男優賞（渡辺謙）
  - 最優秀撮影賞（江原祥二）
  - 最優秀照明賞（杉本崇）
  - 最優秀美術賞（瀨下幸治）
  - 最優秀録音賞（柴崎憲治 / 鶴巻仁）
  - 優秀作品賞
  - 優秀主演男優賞（佐藤浩市）
  - 優秀助演女優賞（安田成美）
  - 優秀脚本賞（前川洋一）
  - 優秀音楽賞（岩代太郎）
  - 優秀編集賞（鄺志良）
- 第63回ブルーリボン賞[23]
  - 作品賞

## ホームメディア
本作品の公開当時は新型コロナウイルス感染症（COVID-19）の流行拡大と緊急事態宣言の発令によって多くの映画館が休業したことから、4月17日から5月14日まで期間限定の有料ストリーミング配信として1,900円でレンタル配信を行った。
Blu-ray版とDVD版が2020年11月6日にKADOKAWAより発売され、10月16日にEST（ダウンロード動画販売）・TVOD（都度課金）の配信を開始した。
- Fukushima 50 Blu-ray豪華版（特典DVD付）（DAXA-5715、2枚組、2020年11月6日発売）
- Fukushima 50 DVD通常版（DABA-5715、1枚組、2020年11月6日発売）

## テレビ放送
テレビ初放送は2021年1月30日20時からWOWOWシネマで放送された。
2021年3月12日、日本テレビ系『金曜ロードSHOW!』にて地上波初放送。放送日は東日本大震災が発生してから10年の節目を迎えた翌日の放送となる。
| 回数 | テレビ局   | 番組名（放送枠名） | 放送日            | 放送時間      | 放送分数 | 視聴率 | 備考                        |
| ---- | ---------- | ------------------ | ----------------- | ------------- | -------- | ------ | --------------------------- |
| 1    | 日本テレビ | 金曜ロードSHOW!    | 2021年3月12日(金) | 21:00 - 23:24 | 144分    | 11.8%  | 地上波初放送 本編ノーカット |

- 視聴率はビデオリサーチ調べ、関東地区・世帯・リアルタイム。